# 水原新葛インターチェンジ
水原新葛インターチェンジ（スウォンシンガルインターチェンジ）は大韓民国京畿道龍仁市器興区にある京釜高速道路のインターチェンジである。

## 歴史
- 1968年12月21日 - 水原インターチェンジとして開設
- 2015年1月1日 - 水原新葛インターチェンジに改称

## 周辺
- ●韓国鉄道公社盆唐線器興駅
- 韓国民俗村
- 水原市方面

## 隣
京釜高速道路
器興SA - (44)水原新葛IC - (45)新葛JCT